# العلاقات العراقية البلغارية
العلاقات العراقية البلغارية وهي العلاقات الثنائية بين دولتي العراق و بلغاريا، حيث لدى العراق سفارة في صوفيا، ولدى بلغاريا سفارة في بغداد، في السبعينات في أيام الحكم الشيوعي في بلغاريا كانت العلاقات بين البلدين جيدة، إلا أن بعد انتهاء الحكم الشيوعي في بلغاريا في سنة 1990، استائت العلاقات بين البلدين وخاصتا بعد غزو العراق للكويت في سنة 1991، كما أن بلغاريا شاركت مع القوات المتعددة الجنسيات في غزو العراق في سنة 2003، كما أن القوات البلغارية بقيت في العراق من سنة 2003 إلى 2008.